# Campeonato Mundial de Atletismo Júnior de 2014 - 100 m feminino
A prova dos 100 metros rasos feminino do Campeonato Mundial de Atletismo Júnior de 2014 ocorreu entre os dias 22 e 23 de julho, em Eugene, nos Estados Unidos. 

## Recordes
Antes desta competição, os recordes mundiais e do campeonato nesta prova eram os seguintes:
|     | Nome              | Nacionalidade     | Tempo | Local    | Data                  |
| --- | ----------------- | ----------------- | ----- | -------- | --------------------- |
| WJR | Marlies Oelsner   | Alemanha Oriental | 10.88 | Dresden  | 1 de julho de 1977    |
| CR  | Veronica Campbell | Jamaica           | 11.12 | Santiago | 18 de outubro de 2000 |

## Medalhistas
| Ouro                   | Prata                | Bronze               |
| Dina Asher-Smith (GBR) | Ángela Tenorio (ECU) | Kaylin Whitney (USA) |

## Cronograma
Todos os horários são locais (UTC-7).
| Data        | Hora  | Evento        |
| ----------- | ----- | ------------- |
| 22 de julho | 18:30 | Eliminatórias |
| 23 de julho | 18:00 | Semifinal     |
| 23 de julho | 20:40 | Final         |

## Resultados

### Eliminatórias
Qualificação: Os 3 primeiros de cada bateria (Q) e os 3 tempos mais rápidos (q). 
| Posição | Bateria | Raia | Atleta                  | Nacionalidade             | Tempo | Notas           |
| ------- | ------- | ---- | ----------------------- | ------------------------- | ----- | --------------- |
| 1       | 5       |      | Dina Asher-Smith        | Reino Unido               | 11.18 | Q               |
| 2       | 8       |      | Ángela Tenorio          | Equador                   | 11.27 | q*              |
| 3       | 4       |      | Desiree Henry           | Reino Unido               | 11.36 | Q               |
| 4       | 1       |      | Ewa Swoboda             | Polónia                   | 11.42 | Q, =WJR         |
| 5       | 7       |      | Kaylin Whitney          | Estados Unidos            | 11.48 | Q               |
| 6       | 4       |      | Iréne Ekelund           | Suécia                    | 11.55 | Q               |
| 7       | 6       |      | Andrea Purica           | Venezuela                 | 11.59 | Q,              |
| 8       | 3       |      | Vitoria Cristina Rosa   | Brasil                    | 11.60 | Q,              |
| 9       | 7       |      | Anna Doi                | Japão                     | 11.65 | Q               |
| 10      | 2       |      | Ariana Washington       | Estados Unidos            | 11.67 | Q               |
| 11      | 1       |      | Kedisha Dallas          | Jamaica                   | 11.68 | Q               |
| 11      | 5       |      | Tamiris de Liz          | Brasil                    | 11.68 | Q,              |
| 13      | 4       |      | Floriane Gnafoua        | França                    | 11.69 | Q,              |
| 14      | 5       |      | Keianna Albury          | Bahamas                   | 11.70 | Q               |
| 15      | 4       |      | Brenessa Thompson       | Guiana                    | 11.71 | q               |
| 16      | 1       |      | Sade McCreath           | Canadá                    | 11.72 | Q,              |
| 17      | 2       |      | Anne Sjoukje Runia      | Países Baixos             | 11.75 | Q               |
| 17      | 7       |      | Eva Berger              | França                    | 11.75 | Q               |
| 17      | 3       |      | Tebogo Mamathu          | África do Sul             | 11.75 | Q               |
| 20      | 1       |      | Cecilia Tamayo          | México                    | 11.77 | q               |
| 21      | 2       |      | Cristina Lara           | Espanha                   | 11.78 | Q               |
| 21      | 5       |      | Johanelis Herrera Abreu | Itália                    | 11.78 | q               |
| 23      | 5       |      | Emilia Kjellberg        | Suécia                    | 11.79 | Recorde pessoal |
| 24      | 3       |      | Aaliyah Telesford       | Trinidad e Tobago         | 11.81 | Q               |
| 25      | 6       |      | Zakiya Denoon           | Trinidad e Tobago         | 11.83 | Q               |
| 26      | 2       |      | Nelda Huggins           | Ilhas Virgens Britânicas  | 11.87 |                 |
| 27      | 4       |      | Brianne Bethel          | Bahamas                   | 11.88 |                 |
| 28      | 2       |      | Tristan Evelyn          | Barbados                  | 11.91 |                 |
| 29      | 5       |      | Olivia Fotopoulou       | Chipre                    | 11.92 |                 |
| 30      | 2       |      | Dayleen Santana         | Porto Rico                | 11.93 |                 |
| 30      | 6       |      | Natasha Brown           | Canadá                    | 11.93 | Q               |
| 32      | 7       |      | Lisa Marie Kwayie       | Alemanha                  | 11.95 |                 |
| 33      | 6       |      | Hana Basic              | Austrália                 | 11.96 |                 |
| 34      | 4       |      | Paraskevi Andreou       | Chipre                    | 11.97 |                 |
| 35      | 2       |      | Simone du Plooy         | África do Sul             | 11.98 |                 |
| 35      | 6       |      | Tegest Tamangnu         | Etiópia                   | 11.98 |                 |
| 37      | 7       |      | Ajla del Ponte          | Suíça                     | 11.99 |                 |
| 38      | 6       |      | Chia-Chen Hu            | Taipé Chinesa             | 12.02 |                 |
| 39      | 1       |      | Kayla Anise Richardson  | Filipinas                 | 12.03 |                 |
| 40      | 5       |      | Suzie Acolatse          | Gana                      | 12.04 |                 |
| 41      | 7       |      | Larissa Chambers        | Austrália                 | 12.05 |                 |
| 42      | 1       |      | Nina Braun              | Alemanha                  | 12.08 |                 |
| 43      | 1       |      | Loungo Matlhaku         | Botswana                  | 12.12 |                 |
| 44      | 6       |      | Marije van Hunenstijn   | Países Baixos             | 12.14 |                 |
| 45      | 4       |      | Helene Rønningen        | Noruega                   | 12.16 |                 |
| 46      | 3       |      | Evelyn Rivera           | Colômbia                  | 12.17 |                 |
| 47      | 3       |      | Sayaka Adachi           | Japão                     | 12.24 |                 |
| 48      | 3       |      | Alexandra Toth          | Áustria                   | 12.26 |                 |
| 49      | 6       |      | Ngosi Musa              | Serra Leoa                | 12.28 |                 |
| 50      | 7       |      | Quashira McIntosh       | Ilhas Virgens Americanas  | 12.44 |                 |
| 51      | 3       |      | Adrine Monagi           | Papua-Nova Guiné          | 12.79 |                 |
| 52      | 5       |      | Im Lan Loi              | Macau                     | 12.83 | Recorde pessoal |
| 53      | 4       |      | Aireen Akter            | Bangladesh                | 13.52 | Recorde pessoal |
| —       | 1       |      | Tiffany Tshilumba       | Luxemburgo                | DNS   |                 |
| —       | 2       |      | Ghislaine Amoda         | República Centro-Africana | DNS   |                 |

- Tenorio foi originalmente desqualificado por um começo falso, mas foi julgado inconsistente sua eliminação. Como o seu tempo teria sido suficiente para merecer uma classificação de melhor tempo (q), uma vaga extra foi criada para garantir que Abreu, o mais rápidos entre os eliminados  se garantisse a próxima fase .[3]

### Semifinal
Qualificação: Os 2 primeiros de cada bateria (Q) e os 2 tempos mais rápidos (q). 
| Posição | Bateria | Raia | Atleta                | Nacionalidade     | Tempo | Notas |
| ------- | ------- | ---- | --------------------- | ----------------- | ----- | ----- |
| 1       | 2       |      | Dina Asher-Smith      | Reino Unido       | 11.31 | Q     |
| 2       | 1       |      | Ángela Tenorio        | Equador           | 11.32 | Q     |
| 3       | 3       |      | Kaylin Whitney        | Estados Unidos    | 11.44 | Q     |
| 4       | 1       |      | Desiree Henry         | Reino Unido       | 11.48 | Q     |
| 5       | 3       |      | Ewa Swoboda           | Polónia           | 11.51 | Q     |
| 6       | 1       |      | Iréne Ekelund         | Suécia            | 11.64 | q     |
| 7       | 1       |      | Andrea Purica         | Venezuela         | 11.70 | q     |
| 8       | 1       |      | Brenessa Thompson     | Guiana            | 11.71 |       |
| 9       | 1       |      | Tamiris de Liz        | Brasil            | 11.73 |       |
| 9       | 2       |      | Ariana Washington     | Estados Unidos    | 11.73 | Q     |
| 11      | 2       |      | Vitoria Cristina Rosa | Brasil            | 11.75 |       |
| 12      | 3       |      | Keianna Albury        | Bahamas           | 11.76 |       |
| 13      | 3       |      | Kedisha Dallas        | Jamaica           | 11.77 |       |
| 14      | 3       |      | Anna Doi              | Japão             | 11.84 |       |
| 15      | 3       |      | Floriane Gnafoua      | França            | 11.88 |       |
| 16      | 3       |      | Aaliyah Telesford     | Trinidad e Tobago | 11.94 |       |
| 17      | 3       |      | Natasha Brown         | Canadá            | 12.02 |       |
| 17      | 2       |      | Eva Berger            | França            | 12.02 |       |
| 19      | 2       |      | Cecilia Tamayo        | México            | 12.10 |       |
| 20      | 2       |      | Cristina Lara         | Espanha           | 12.11 |       |
| 21      | 2       |      | Anne Sjoukje Runia    | Países Baixos     | 12.12 |       |
| 21      | 2       |      | Tebogo Mamathu        | África do Sul     | 12.12 |       |
| 23      | 1       |      | Zakiya Denoon         | Trinidad e Tobago | 12.13 |       |
| 24      | 1       |      | Sade McCreath         | Canadá            | 12.16 |       |

### Final
A prova final foi realizada no dia 23 de julho às 20:40.  
| Posição           | Raia | Atleta            | Nacionalidade  | Tempo | Notas |
| ----------------- | ---- | ----------------- | -------------- | ----- | ----- |
| Medalha de ouro   |      | Dina Asher-Smith  | Reino Unido    | 11.23 |       |
| Medalha de prata  |      | Ángela Tenorio    | Equador        | 11.39 |       |
| Medalha de bronze |      | Kaylin Whitney    | Estados Unidos | 11.45 |       |
| 4                 |      | Desiree Henry     | Reino Unido    | 11.56 |       |
| 5                 |      | Ewa Swoboda       | Polónia        | 11.59 |       |
| 6                 |      | Iréne Ekelund     | Suécia         | 11.61 |       |
| 7                 |      | Ariana Washington | Estados Unidos | 11.65 |       |
| 8                 |      | Andrea Purica     | Venezuela      | 11.76 |       |

Legenda
| Recorde mundial       | Recorde mundial (World record)               |                       | Recorde africano                      | Recorde africano (African) |                                           | Q | Classificado por posição (Qualified) |
| Recorde do campeonato | Recorde do campeonato (Championship record)  | Recorde da América    | Recorde da América (Americas)         | q                          | Classificado por melhor tempo (Qualified) |   |                                      |
| Melhor marca do ano   | Melhor marca do ano (World leading)          | Recorde asiático      | Recorde asiático (Asian)              | DNS                        | Não largou (Did not start)                |   |                                      |
| Recorde nacional      | Recorde nacional (National record)           | Recorde europeu       | Recorde europeu (European)            | DNF                        | Não terminou (Did not finish)             |   |                                      |
| Recorde pessoal       | Recorde pessoal do atleta (Personal best)    | Recorde da Oceania    | Recorde da Oceania (Oceania)          | DSQ / DQ                   | Desclassificado (Disqualified)            |   |                                      |
| Recorde da temporada  | Recorde da temporada do atleta (Season best) | Recorde sul-americano | Recorde sul-americano (South America) | NM                         | Sem marca (No mark)                       |   |                                      |